# Thời tiết khắc nghiệt

Nhiều kiểu thời tiết cực đoan

Thời tiết khắc nghiệt đề cập đến bất kỳ hiện tượng khí tượng nguy hiểm có khả năng gây thiệt hại, bất ổn xã hội nghiêm trọng hoặc gây thiệt mạng. Các kiểu hiện tượng thời tiết khắc nghiệt thay đổi khác nhau tùy thuộc vào kinh độ, vĩ độ, địa hình và các điều kiện khí quyển. Gió mạnh, mưa đá, mưa quá nhiều và cháy rừng là các hình thức và tác động của thời tiết khắc nghiệt, cũng như dông, downbursts, sét, lốc xoáy, vòi rồng, bão nhiệt đới, và bão ngoài vùng nhiệt đới. Thời tiết khắc nghiệt phát triển theo mùa và khu vực địa lý như bão tuyết và bão bụi.